# باري باتلر
باري باتلر (بالإنجليزية: Barry Butler)‏ (30 يوليو 1934 في المملكة المتحدة - 9 أبريل 1966 في المملكة المتحدة) هو لاعب كرة قدم بريطاني في مركز الدفاع. لعب مع شيفيلد وينزداي ونورويتش سيتي.